# Passo del Tonale
Passo del Tonale – przełęcz w Alpach Retyckich na wysokości 1883 m n.p.m., na pograniczu dwóch prowincji Brescia i Trydent w północnych Włoszech. Region turystyczny i stacja narciarska.

## Historia
Podczas I wojny światowej przebiegała przez przełęcz linia frontu pomiędzy wojskami austro-węgierskimi a wojskami włoskimi. 15 czerwca 1918, wojska austriackie uderzyły na przełęcz Tonale, atakiem pozorującym, rozpoczynając bitwę nad Piavą.

## Galeria

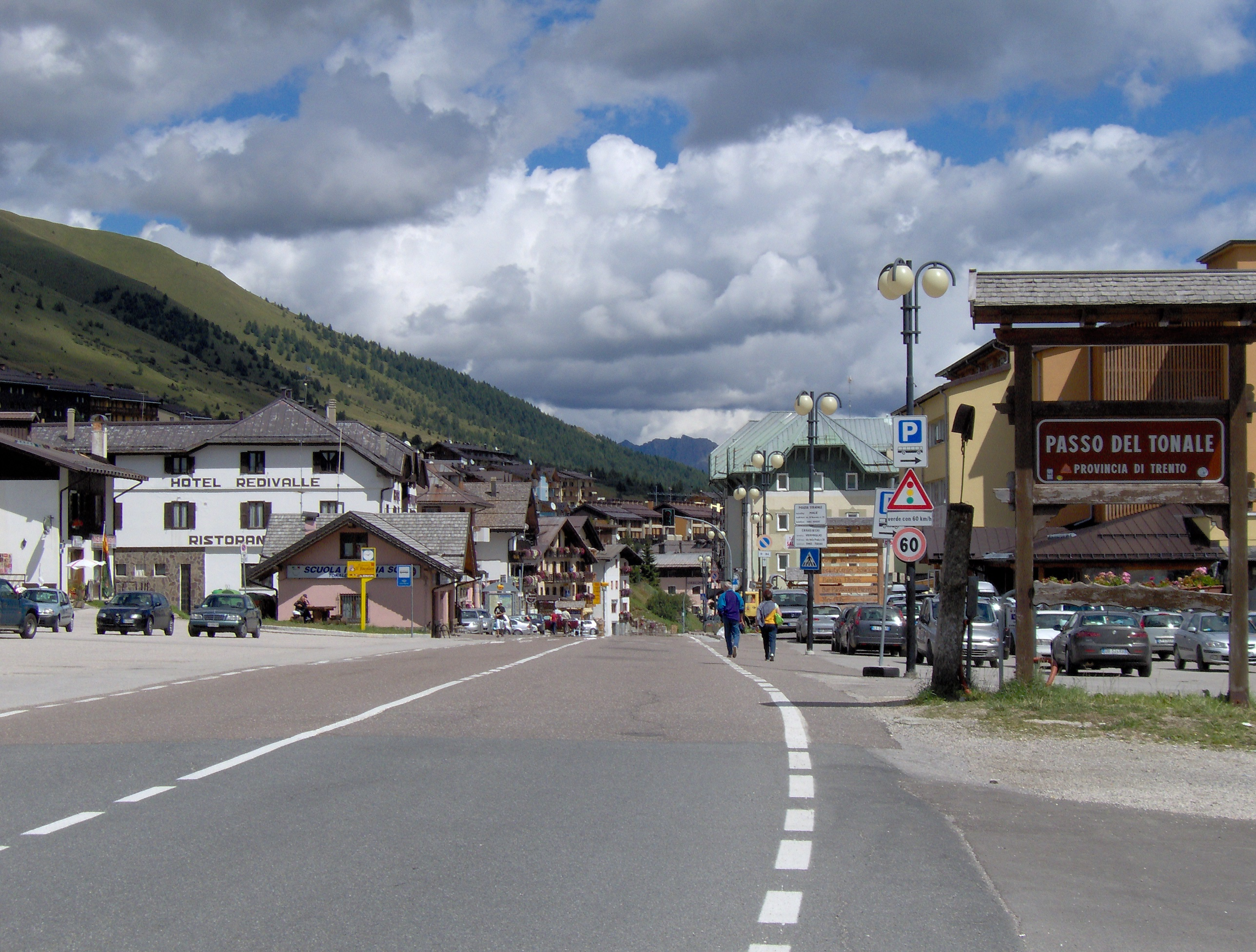
Przełęcz
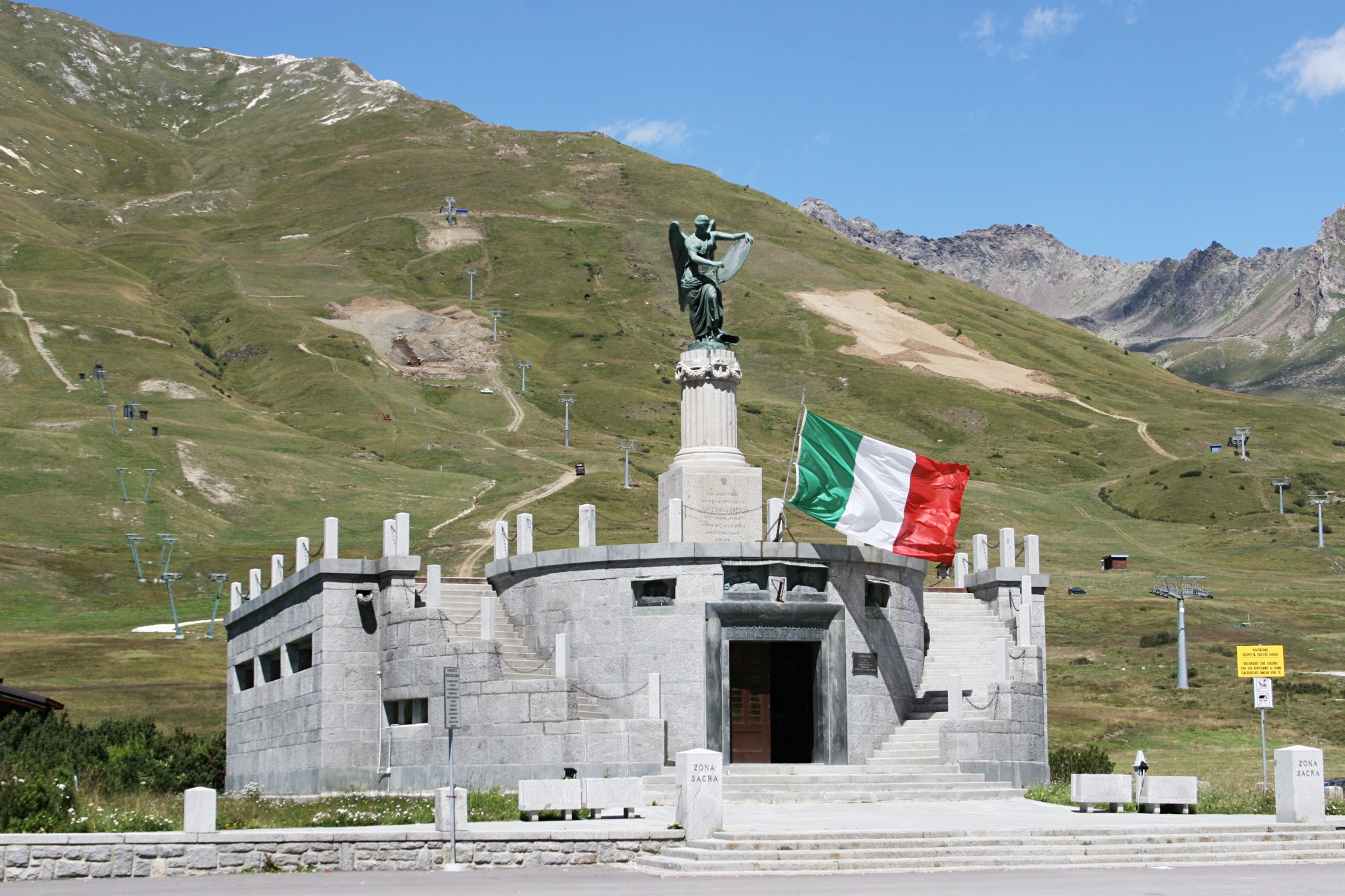
Pomnik I wojny światowej
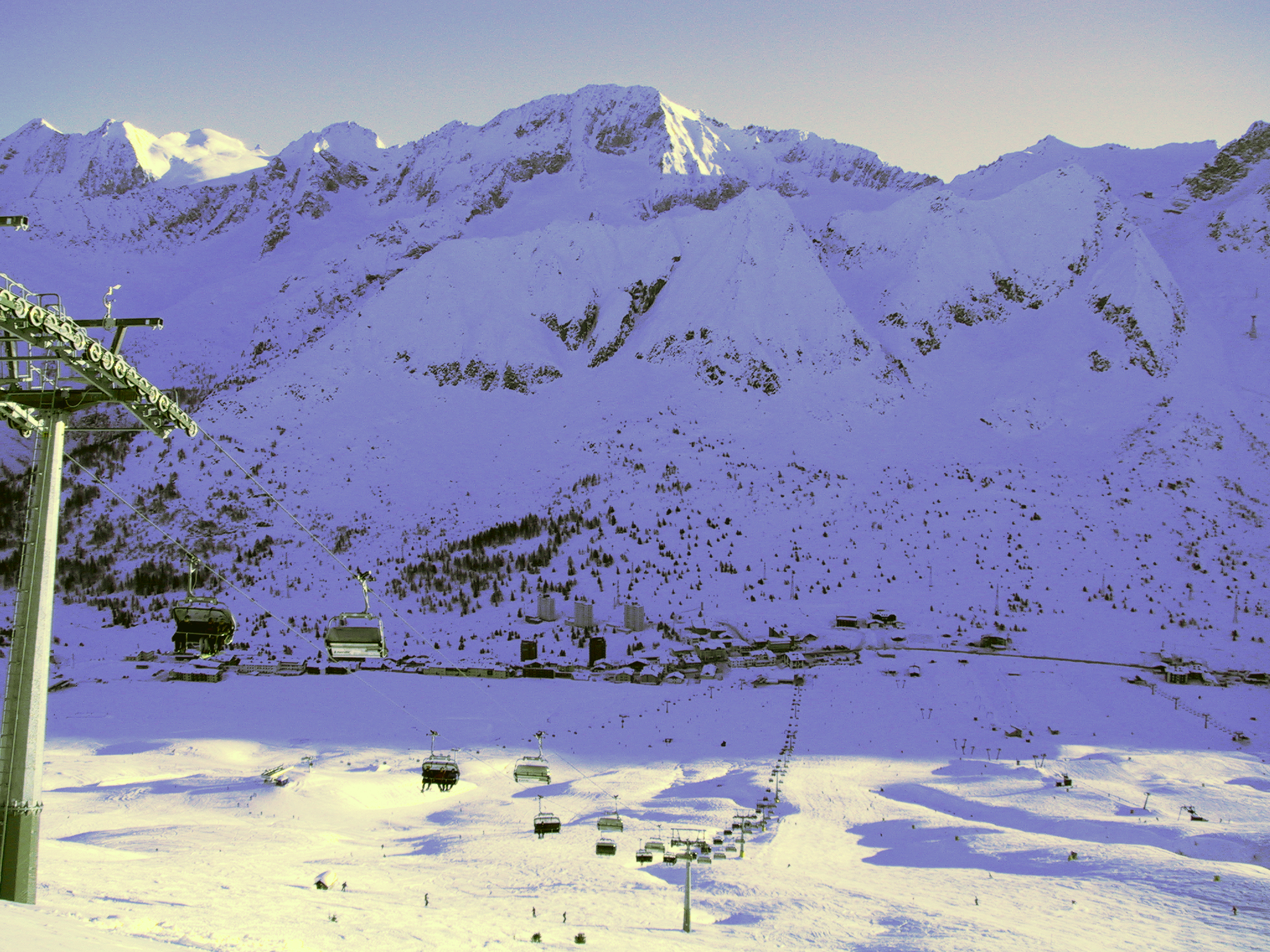
Przełęcz w zimie